# Paraturbanella pacifica
Paraturbanella pacifica is een buikharige uit de familie Turbanellidae. Het dier komt uit het geslacht Paraturbanella. Paraturbanella pacifica werd in 1974 voor het eerst wetenschappelijk beschreven door Schmidt. 